# Municipios de Finlandia
Los municipios de Finlandia (en finés: kunta; en sueco: kommun) son el más bajo nivel de administración y de gobierno local de Finlandia. Forman las entidades administrativas fundamentales del país.
Toda Finlandia está subdividida en municipalidades. Estas poseen el derecho de levantar impuestos urbanos y proporcionan dos tercios de los servicios públicos.

## Gobierno
Los municipios de Finlandia están gobernados por cabildos electos (en finés: kunnanvaltuusto; en sueco: kommunfullmäktige) que son legalmente autónomos y no rinden cuentas a los electores. El tamaño del consejo es proporcional a la población: el consejo de Sottunga, la municipalidad menos poblada de Finlandia (118 habitantes en 2009), posee 9 miembros; el de Helsinki, la más poblada (579 016 habitantes en 2009), posee 85.
Los directores municipales (para las ciudades : kaupunginjohtaja en finés y stadsdirektör en sueco; para las demás municipalidades: kunnanjohtaja en finés y kommunsdirektör en sueco) son funcionarios nombrados por el consejo. El director de Helsinki tiene por nombre ylipormestari en finés y överborgmästare en sueco, es decir «Lord-Alcalde», por razones históricas.
Antes de la modificación reciente de la ley, las municipalidades finesas no poseían alcalde (en finés: pormestari; en sueco: borgmästare). Tampere fue la primera ciudad en elegir uno, en 2007. El alcalde no es elegido directamente, sino de modo indirecto por el cabildo. Funge como director municipal y como portavoz del consejo.

## Competencias e impuestos
Las municipalidades tienen a su cargo la mayoría de los servicios públicos, como la educación, la salud, el acopio en agua y las vías de circulación local. No tienen ningún poder legislativo o policial: estas tareas son de la responsabilidad del gobierno central. Pueden sin embargo publicar ordenanzas locales para el tráfico de carretera y deliberar las contravenciones. También son personas jurídicas y pueden aparecer en tribunales administrativos.
La tasa municipal es un impuesto a tasa única extraída sobre el ingreso; la tasa de imposición es inferior que aquel de los impuestos sobre la renta estatales (que es progresivo). La tasa de imposición mínima es aquel de Kauniainen, 16%; la tasa de imposición máxima alcanza 20%. Las municipalidades reciben igualmente financiaciones directamente por el estado finlandés.
Las municipalidades levantan igualmente una contribución territorial, que es comparativamente menos elevada. La tasa profesional es otra fuente de ingresos.

## Ciudades
Una municipalidad puede obtener el estatus de «villa» (o «ciudad») por un mero acto administrativo, signo de una más gran importancia sin que haya una regla automática. Así, grandes aldeas rurales aisladas o antiguas ciudades hoy poco pobladas guardan el estatus de ciudades. A la inversa, la mayoría de los municipios situados en la aglomeración de las capitales regionales y que han ganado numerosos habitantes como consecuencia del éxodo rural no han obtenido el estatus de ciudades.
Desde la reforma de 1977, una ciudad tiene el estatus administrativo de municipalidad, la diferencia que es a partir de ese momento es puramente formal pero guardando todavía su importancia para los finlandeses.

## Lenguas

Municipios unilingües fineses
Municipios bilingües, mayoría finesa, minoría sueca
Municipios bilingües, mayoría sueca, minoría finesa
Municipios unilingües suecos
Municipios bilingües, mayoría finesa, minoría sami

El finés y el sueco son las lenguas oficiales estatales finlandeses, al igual que ciertas lenguas sami que están reconocidas como lenguas regionales oficiales. Siguiendo la composición lingüística de su población, las municipalidades pueden ser unilingües finesas o suecas, bilingües finesas/suecos, bilingües finesas/sami.
En 2009 :
- 292 municipalidades son unilingües finesas;

- 19 son unilingües suecas:
  - las 16 municipalidades de las Åland;
  - 3 municipalidades de Ostrobotnia: Korsnäs, Larsmo y Närpes;

- 37 son bilingües:
  - 18 donde el finés es la lengua mayoritaria y el sueco la lengua minoritaria :
    - 13 en Uusimaa: Espoo, Hanko, Helsinki, Kauniainen, Lohja, Siuntio, Vantaa, Lapinjärvi, Loviisa, Myrskylä, Porvoo, Ruotsinpyhtää y Sipoo;
    - 2 en Ostrobotnia: Kaskinen y Vaasa;
    - 1 en Finlandia del Suroeste: Turku;
    - 1 en Ostrobotnia Central: Kokkola;
    - 1 en Kymenlaakso: Pyhtää;

  - 15 donde el sueco es la lengua mayoritaria y el finés la lengua minoritaria:
    - 9 en Ostrobotnia: Jakobstad, Korsholm, Kristinestad, Kronoby, Malax, Nykarleby, Oravais, Pedersöre y Vörå-Maxmo ;
    - 2 en Finlandia del Suroeste: Kimito y Väståboland;
    - 4 en Uusimaa: Ingå, Raseborg, Liljendal y Pernå.

  - 4 en Laponia donde el finés es la lengua mayoritaria y una o varias lenguas sami son minoritarias :
    - Enontekiö, Sodankylä y Utsjoki, donde el samei del norte es minoritario ;
    - Inari, donde el sami del norte, el sami de Inari y el sami skolt son minoritarios.

## Anexos
- Organización territorial de Finlandia
- Anexo:Municipios de Finlandia por superficie
- Anexo:Municipios de Finlandia por población

- Datos: Q856076
- Multimedia: Municipalities in Finland / Q856076